# 1233 (szám)
Az 1233 (római számmal: MCCXXXIII) az 1232 és 1234 között található természetes szám.

## A szám a matematikában
A tízes számrendszerbeli 1233-as a kettes számrendszerben 10011010001, a nyolcas számrendszerben 2321, a tizenhatos számrendszerben 4D1 alakban írható fel.
Az 1233 páratlan szám, összetett szám. Kanonikus alakja 32 · 1371, normálalakban az 1,233 · 103 szorzattal írható fel. Hat osztója van a természetes számok halmazán, ezek növekvő sorrendben: 1, 3, 9, 137, 411 és 1233.
Az 1233 huszonkilenc szám valódiosztó-összegeként áll elő, ezek közül legkisebb a 2607.

## Csillagászat
- 1233 Kobresia kisbolygó